# Vadencourt (Somme)
Vadencourt è un comune francese di 100 abitanti situato nel dipartimento della Somme nella regione dell'Alta Francia.

## Società

### Evoluzione demografica
Abitanti censiti